# Life in Hell

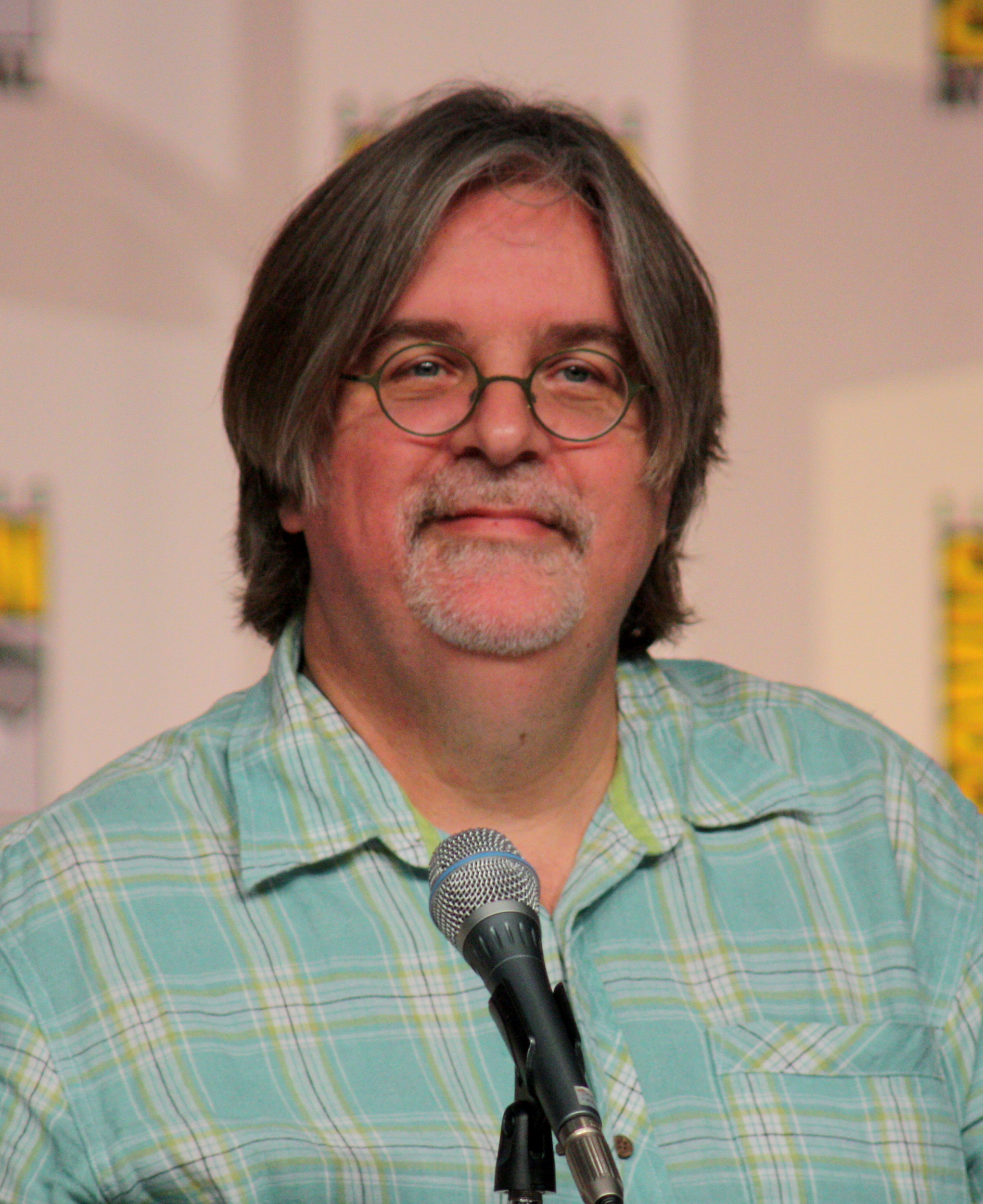
Matt Groening au Comic Con 2009 à San Diego.

Life in Hell est un comic strip créé par Matt Groening, le créateur de la série Les Simpson. Life in Hell est une bande dessinée hebdomadaire qui met en scène des lapins anthropomorphiques  et un couple d'homosexuels (on ne sait pas s'ils sont en couple ou s'ils sont frères, ou les deux). Groening utilise ces personnages pour examiner un large éventail de thèmes tels que l'amour, le sexe, le travail et la mort. Ses dessins sont pleins d'angoisse, d'aliénation, d'auto-haine, de peur et de malheur inévitable.